# Готтшалк, Луис
Луис Готтшалк (англ. Louis R. (Reichenthal) Gottschalk; 21 февраля 1899, Бруклин, Нью-Йорк — 23 июня 1975, Чикаго, Иллинойс) — американский историк, специалист по Французской революции. Доктор философии (1921), именной заслуженный сервис-профессор Чикагского университета. Член Американского философского общества. Президент Американской исторической ассоциации (1953), один из самых молодых на этом посту и, по всей видимости, первый еврей.

## Биография
Окончил Корнелл (бакалавр A.B., 1919; магистр M.A., 1920) и там же получил докторскую степень в 22 года. Вместе со своим другом Leo Gershoy изучал европейскую историю и в частности Французскую революцию у К. Беккера. Преподавал сперва в университетах Иллинойса и Луисвилля (на кафедре истории которого с 1987 года станет проводиться ежегодная серия лекций его имени), а в 1927 году стал ассоциированным профессором Чикагского университета, заведующий кафедрой с 1937 по 1942 год и именной заслуженный сервис-профессор (Gustavus F. and Ann Swift Distinguished Service Professor). С 1964 на пенсии, однако продолжил преподавать фултайм, а затем парттайм в Иллинойском университете. Преподавал в Университете Франкфурта в 1949 году и в Японии в 1968 году.
В Чикаго у него учился Роберт Розуэлл Палмер.
Готтшалка интересовали отношения между Америкой и Европой и влияние Американской революции на французов. На протяжении многих лет, наряду с Крейном Бринтоном из Гарварда — они признавались ведущими американскими историками Французской революции. Член Американской академии искусств и наук.
С 1934 состоял в совете Société des études robespierristes. Большое влияние на него оказали труды о Просвещении Daniel Mornet, с которым Г. был хорошо знаком. Он также являлся членом Société l’histoire moderne и вторым президентом Американского общества исследований восемнадцатого века в 1971 году (где ныне в его честь присуждается Louis Gottschalk Prize), вице-президентом Американского совета научных обществ, коего специальной премии в размере 10 000 долларов за достижения в гуманитарных науках удостоился в 1959 году. Принимал активное участие в работе Фонда Гиллеля. Почетный доктор университета Луисвилля (1970).
Автор семи книг.
В 1927 году вышла его книга Jean Paul Marat: a Study in Radicalism {Рец.} — первая биография оного, пера американского историка; вскоре будет переведена на французский, а в 1966 году переиздана в Америке. В 1929 году вышла его книга «Эра Французской революции» {Рец.}, первый из современных американских учебников для колледжей по этой теме. Примерно тогда же Готтшалк решил заняться многотомной биографией маркиза де Лафайета; первый результат чего, «Лафайет приезжает в Америку», опубликован в 1935 году; всего по 1969 году выйдет пять томов. В 1951 году вышел его учебник по современной истории, написанный в сотрудничестве с Donald F. Lach. Г. осуществит авторское редактирование четвертого тома истории ЮНЕСКО, вышедшего в 1969 году под английским названием «Основы современного мира, 1300—1775».
В 1929—1943 годах ассоциированный редактор Journal of Modern History, в 1943-1945 годах и. о. редактора, коим же фактически являлся, как отмечают, большую часть времени, когда редактором числился Bernadotte Everly Schmitt.
Остались вдова, двое сыновей и внуки.